# Gustav Steinbauer
Gustav Steinbauer (* 30. Mai 1889 in Wien; † 14. April 1961 ebenda) war ein österreichischer Jurist, der als Strafverteidiger in den Nürnberger Prozessen bekannt wurde.

## Leben
Gustav Steinbauer wurde am 30. Mai 1889 in Wien als ältestes von sechs Kindern geboren. Sein Vater war Oberbeamter bei der Lombard & Escompte-Bank, seine Mutter Konzert- und Oratoriensängerin. Sein jüngerer Bruder Anton trat als Pater Eberhard in die Zisterzienserabtei Stift Heiligenkreuz ein und wurde später Pfarrer von Sulz im Weinviertel.
Nach der Matura am Jesuitenkolleg in Kalksburg studierte er Rechtswissenschaften an der Universität Wien, wo er 1909 in die katholische Studentenverbindung KÖHV Franco-Bavaria Wien aufgenommen wurde. Nach dem Studienabschluss und der Promotion 1913 trat in eine Innsbrucker Anwaltskanzlei ein, 1917 wurde er zum Kriegsdienst im Ersten Weltkrieg eingezogen. Als Freiwilliger diente er an der Isonzofront und war bei Kriegsende Leutnant. Nach Kriegsende war er zunächst bei der Hauptanstalt für Sachdemobilisierung tätig, deren Aufgabe es war, das Sachvermögen der ehemaligen k. u. k. Armee abzuwickeln. 1921 ließ er sich als Rechtsanwalt und Strafverteidiger in Wien eintragen, verlegte aber 1922/23, da es in Wien ein Überangebot an Rechtsanwälten gab, seine Kanzlei nach Mistelbach. Als Mitglied der Christlich-Sozialen Partei wurde er 1929 Vizebürgermeister und am 12. Februar 1938 Bürgermeister der Stadt Mistelbach.
Obwohl er Mitglied der Deutschen Gemeinschaft war, wurde er nach dem Anschluss Österreichs im März 1938 wegen seiner antinationalsozialistischer Einstellung für sechs Wochen in Schutzhaft genommen. Nach seiner Freilassung wurde er als "politischer Gegner des Systems" eingestuft und konnte bis März 1940 nicht mehr als Jurist tätig sein. Da er Berufs- und Ortsverbot hatte, war er gezwungen seinen Wohnsitz zurück nach Wien zu verlegen und in der Kanzlei des Ludwig Margreiter als juristischer Mitarbeiter (Konzipient) zu arbeiten. Nach seiner Wiederzulassung war er bis 1944 als Strafverteidiger am Sondergericht Wien und in der Militärjustiz tätig. Mehrmals kam es in dieser Zeit zu Hausdurchsuchungen der Gestapo in seiner Wohnung, möglicherweise auch wegen seiner engen Freundschaft mit dem ermordeten Bundeskanzler Engelbert Dollfuß, der sein Bundesbruder in der Franco-Bavaria gewesen war. Wegen seiner politischen Tätigkeit als „wehrunwürdig“ eingestuft, wurde er zunächst nicht zur Wehrmacht eingezogen, musste aber im letzten Kriegsjahr, als Mangel an Soldaten herrschte, doch noch als einfacher Soldat (er galt als „offiziersunwürdig“) einrücken. 1945 geriet er in amerikanische Kriegsgefangenschaft, aus der er nach einigen Monaten wieder entlassen wurde. Danach eröffnete er wieder eine Rechtsanwaltskanzlei in Wien. Im November 1945 wurde er Vorsitzender der Wiener Rechtsanwaltskammer und, auf den Wunsch von General Dwight D. Eisenhower, zum Verteidiger für den Nürnberger Prozess gegen die Hauptkriegsverbrecher bestimmt.
Steinbauer war der einzige österreichische Rechtsanwalt im Nürnberger Prozess und Strafverteidiger seines ehemaligen Deutsche-Gemeinschafts-Kameraden Arthur Seyß-Inquart, einem von 24 im Nürnberger Prozess vor dem Internationalen Militärgerichtshof angeklagten Personen. Seyß-Inquart wurde am 1. Oktober 1946 in drei von vier Anklagepunkten schuldig gesprochen und als Kriegsverbrecher hingerichtet. Noch im gleichen Jahr übernahm Steinbauer im Nürnberger Ärzteprozess die Strafverteidigung von Wilhelm Beiglböck, dem leitenden Mediziner bei der Durchführung von Menschenversuchen mit Meerwasser im Konzentrationslager Dachau.
Später publizierte er mehrere Schriften über seine Rolle als Verteidiger von angeklagten NS-Verbrechen, wie etwa das Buch Ich war Verteidiger in Nürnberg im Jahr 1950. Von 1954 bis 1961 war Gustav Steinbauer Obmann des Anwaltsclubs „Wiener Rechtsanwälte“.
Sein Sohn ist der langjährige ÖVP-Politiker Heribert Steinbauer.

## Veröffentlichungen
- Genocidium. Ein neuer Rechtsbegriff im Völkerrecht. In: „Österreichische Juristen-Zeitung“, Jg. 4 / 1949, Heft 18 (23. September 1949), S. 467.
- Die Euthanasie im Lichte des Nürnberger Ärzteprozesses. Kapri, Wien 1949.
- Ich war Verteidiger in Nürnberg. Ein Dokumentenbeitrag zum Kampf um Österreich. Kaiser-Verlag, Klagenfurt 1950.

## Archivalien
- Der Teilnachlass (Laufzeit 1945 bis 1946; Umfang: 353 Mappen) wird an der Universität Wien aufbewahrt.[5]
- Ein Teilnachlass befindet sich im Archiv des Karl von Vogelsang-Instituts[6] zur Erforschung der Geschichte der Christlichen Demokratie in Österreich mit Sitz in Wien. In diesem finden sich auch Unterlagen zum Nürnberger Ärzteprozess.[7]